# Српске тврђаве
Српске тврђаве представљају значајан део културно-историјског наслеђа и архитектуре на територији данашње Републике Србије и просторима где је српска средњовековна држава имала утицај. Ове фортификационе структуре, грађене од праисторије до новог века, сведоче о бурним историјским догађајима, одбрамбеним потребама, стратешком значају појединих подручја, као и о развоју војне архитектуре. Многе од њих данас су заштићени споменици културе и популарне туристичке дестинације.

## Историјски развој

### Праисторијска и античка утврђења
Најранији облици утврђења на тлу Србије јављају се још у праисторији у виду градина – утврђених насеља на узвишењима, опасаних земљаним бедемима, палисадама или каменим зидовима. Доласком Римљана, граде се војни логори (каструми) и утврђени градови дуж Дунавског лимеса (нпр. Виминацијум, Сингидунум) и важних путних праваца, као и утврђења у унутрашњости провинција.

### Раносредњовековна утврђења
Након досељавања Словена, обнављају се или подижу нова, скромнија утврђења, често на темељима античких. Из овог периода сачувано је мање материјалних остатака, али писани извори сведоче о постојању утврђених градова као седишта првих српских кнежевина.

### Тврђаве у добаНемањића(XII–XIV век)
Са јачањем српске средњовековне државе у доба Немањића, долази до интензивније изградње утврђења. То су најчешће:
- Утврђени градови који су били политички и економски центри (нпр. Стари Рас, Призренски град, Скопски град).
- Пограничне тврђаве за заштиту територије (нпр. Звечан, Маглич).
- Манастирска утврђења, где су манастири попут Хиландара или Студенице добијали одбрамбене зидове и куле.

Архитектура ових утврђења је под утицајем византијске фортификационе традиције, са масивним каменим зидовима, кулама (често донжон куле као последња одбрана) и прилагођавањем конфигурацији терена.

### ТврђавеСрпске деспотовине(XV век)
Период Српске деспотовине, обележен сталном опасношћу од османских освајања и употребом ватреног оружја, доноси врхунац у развоју српске средњовековне фортификационе архитектуре. Граде се велике и моћне тврђаве прилагођене артиљеријској одбрани.
- Београдска тврђава: Значајно проширена и утврђена у време деспота Стефана Лазаревића, постаје једна од најјачих тврђава у Европи.
- Смедеревска тврђава: Подигнута под деспотом Ђурђем Бранковићем као нова престоница, представља једно од највећих равничарских утврђења у Европи, са моћним бедемима, кулама и воденим шанцем.[1]
- Манастир Манасија (Ресава): Утврђен моћним зидинама и кулама, представља јединствен пример утврђеног манастира овог периода.[2]

### Османски период и каснија утврђења
Након османских освајања, многе постојеће српске тврђаве су обновљене, дограђене и прилагођене новим војним потребама Османлија (нпр. Нишка тврђава, Рам). Османлије граде и нова утврђења. Касније, током XVII и XVIII века, Аустријанци такође граде или модернизују тврђаве на овим просторима, посебно у Војводини (нпр. Петроварадинска тврђава).

## Карактеристике и типови тврђава
Српске тврђаве показују разноврсност у облику, величини и начину градње, у зависности од периода, терена и намене.

### Архитектонски елементи
- Бедеми: Масивни зидови од камена, понекад и опеке.
- Куле: Различитих облика (квадратне, правоугаоне, округле, полигоналне), често са кренелацијом (зупцима) на врху. Донжон куле су биле најјаче и служиле су као последње уточиште.
- Капије: Утврђени улази у град или тврђаву.
- Водени шанчеви: Канали испуњени водом око тврђаве.
- Бастиони: Истурени делови бедема, карактеристични за каснија утврђења прилагођена артиљерији.

### Врсте утврђења
- Утврђени градови: Обухватали су насељено место унутар бедема (нпр. Смедерево, Београд).
- Замкови/утврде племства (burgs): Мања утврђења која су служила као седишта властеле.
- Појединачне куле: За осматрање или као мања упоришта.
- Утврђени манастири: Манастирски комплекси опасани зидинама ради заштите.

## Најзначајније тврђаве у Србији
На територији Србије налази се велики број очуваних или делимично очуваних тврђава. Неке од најзначајнијих су:
- Београдска тврђава
- Смедеревска тврђава
- Голубачка тврђава[3]
- Маглич
- Петроварадинска тврђава
- Нишка тврђава
- Рам
- Бачка тврђава
- Ужички град

## Значај и наслеђе
Српске тврђаве имају велики историјски, архитектонски, културни и туристички значај. Оне су сведоци бурне прошлости, војних сукоба, али и живота људи у различитим епохама. Многе од њих су заштићене као споменици културе и представљају важне дестинације за културни туризам. Напори на њиховој конзервацији, рестаурацији и презентацији су од кључног значаја за очување овог дела националне баштине.